# Schetissai
Schetissai (kasachisch Жетісай; russisch Жетысай) ist eine Stadt im Gebiet Türkistan mit rund 45.000 Einwohnern.

## Geschichte
Schetissai wurde 1939 im Zusammenhang mit der Erschließung von Flächen für den Baumwollanbau und dem Bau eines Bewässerungskanals gegründet. 1969 bekam Schetissai die Stadtrechte verliehen.
Am 4. Mai 1993 wurde die Transkription des Namens von Dzhetysai (Джетысай) auf Russisch durch einen Erlass des Präsidiums des Obersten Rates von Kasachstan in Zhetysai (Жетысай) geändert.
In der Stadt gibt es Baumwollreinigungs-, Bier- und Brotfabriken sowie Produktionsstätten für Gemüse und Baumwollsamenöl.
Die Syrdarya-Universität und das nach K. Zhandarbekov benannte kasachische Drama-Theater befinden sich hier.
Bis 2018 war die Stadt das Zentrum des Rajons Maktaaral.

## Bevölkerung
Bei der Volkszählung 1999 wurde für Schetissai eine Einwohnerzahl von 30.487 Menschen angegeben. Bei der Volkszählung im Jahr 2009 hatte der Ort 36.494 Einwohner. Bei der letzten Volkszählung 2021 lebten 44.105 Menschen in Schetissai. Zum 1. Januar 2025 ergab die Fortschreibung der Bevölkerungszahlen eine Einwohnerzahl von 43.975 Menschen.
| Einwohnerentwicklung               | Einwohnerentwicklung | Einwohnerentwicklung | Einwohnerentwicklung | Einwohnerentwicklung | Einwohnerentwicklung | Einwohnerentwicklung |
| 1959                               | 1970                 | 1979                 | 1989                 | 1999                 | 2009                 | 2021                 |
| ---------------------------------- | -------------------- | -------------------- | -------------------- | -------------------- | -------------------- | -------------------- |
| 7.344                              | 15.976               | 27.130               | 27.807               | 30.487               | 36.494               | 44.105               |
| Anmerkung: Volkszählungsergebnisse |                      |                      |                      |                      |                      |                      |

## Klima
Schetissai ist eine der wärmsten Städte Kasachstans. In der Stadt herrscht ein ausgeprägtes Kontinentalklima. Im Winter fällt viel mehr Niederschlag als im Sommer, aber das ganze Jahr über gibt es wenig Niederschlag. Die Köppen-Klimaklassifikation lautet Csa. Die durchschnittliche Jahrestemperatur in der Stadt beträgt 15,6 °C. Die durchschnittliche Jahresniederschlagsmenge beträgt 344 mm.

## Verkehr
Früher führte die Eisenbahnlinie Taschkent-Syrdarya-Bukhara durch die Stadt. Zurzeit befindet sich Schetissai an der Eisenbahnstrecke Taschkent–Dschisak und ist per Zug nur über usbekisches Territorium zu erreichen.

## Söhne und Töchter der Stadt
- Eduard Gutknecht (* 1982), deutscher Boxer und ehemaliger Europameister der EBU im Halbschwergewicht